# Schloss Alden Biesen

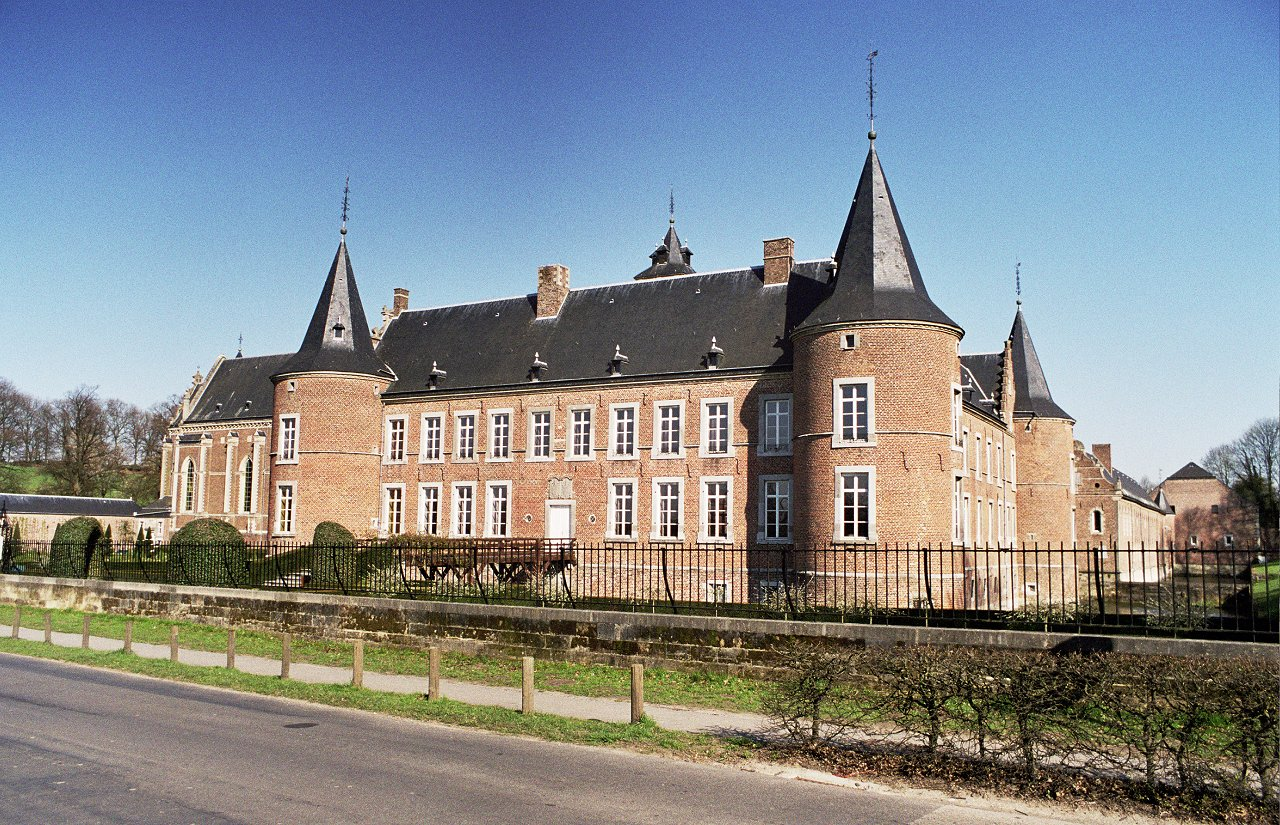
Das Hauptschloss Alden Biesens von Südwesten

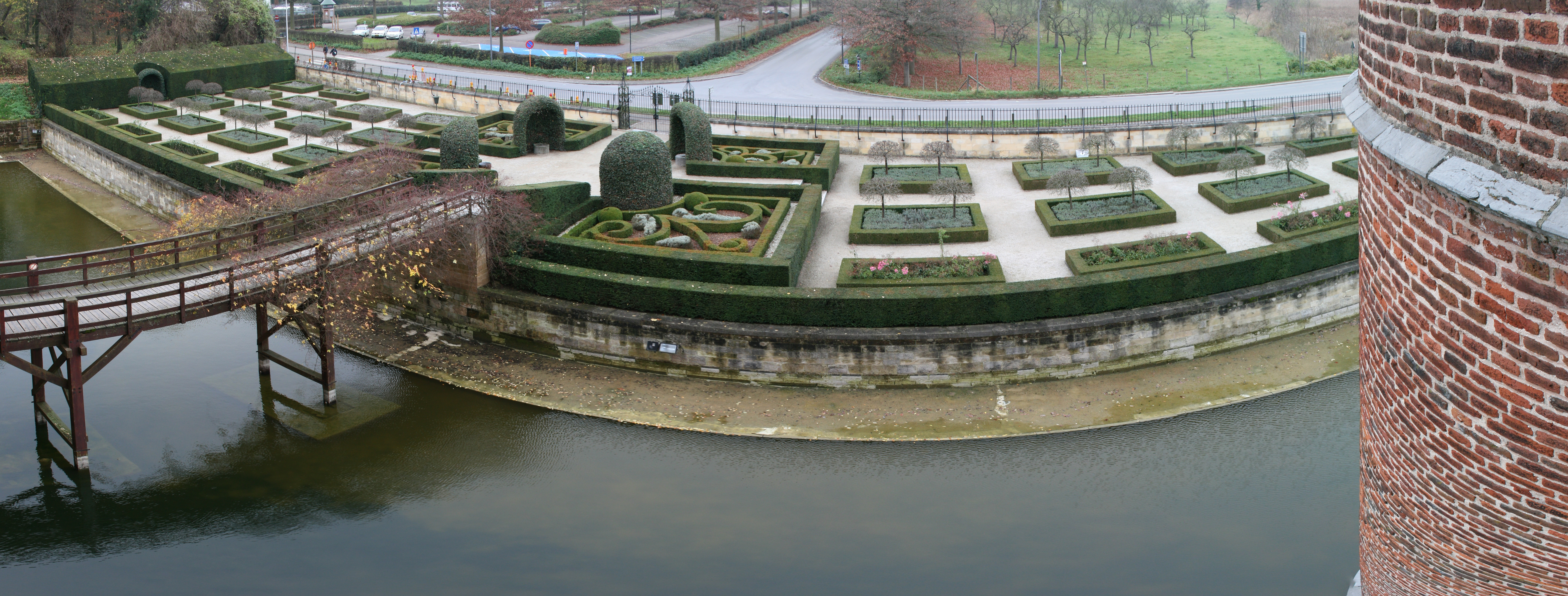
Panoramaaufnahme der westlich des Schlosses gelegenen französischen Gärten

Das Schloss Alden Biesen im Bilzener Ortsteil Rijkhoven (Provinz Limburg) ist eine ehemalige Kommende des Deutschen Ordens. Das Wasserschloss in der Nähe von Tongeren nördlich von Lüttich war das Zentrum der Deutschordensballei Biesen im heutigen Belgien und die größte Kommende des Ordens im Nordwesten Europas. Von dort wurden zwölf untergeordnete Landkommenden im Rhein-Maas-Gebiet verwaltet. Auch heute ist Alden Biesen noch eines der größten Schlösser zwischen Loire und Rhein.

## Geschichte

### Die Anfänge
Die Geschichte Alden Biesens beginnt 1220. Zur Unterstützung der Ideale des Kreuzzugs schenkten Graf Arnold III. von Loon und seine Schwester Mathildis, Äbtissin von Munsterbilzen, dem Deutschen Orden eine Kapelle samt umliegender Ländereien. Dies legte den Grundstein für die Gründung einer Kommende in diesem Gebiet, denn nach der Schenkung baute der Orden dort ein Hospital, um das sich allmählich die heutige Schlossanlage entwickelte. Von den Bauten aus dieser Anfangszeit ist kaum etwas erhalten. Einzige Ausnahme sind die ausgegrabenen Reste einer dreischiffigen Kapelle aus der ersten Hälfte des 13. Jahrhunderts.
Spätestens ab 1317 war Biesen eine eigene Ballei, der zu jener Zeit schon eine Vorrangstellung im Deutschen Orden zukam, weil sie über überdurchschnittlich viel Grundbesitz im Vergleich zu den übrigen Deutschordensniederlassungen in der Region verfügte. Um 1361 verließ der Orden jedoch die Kommende, um 1362 im sicheren Maastricht die neue Niederlassung Nieuwen Biesen zu gründen. Die alte Ballei wurde seit jenem Jahr Alden Biesen genannt, um sie von der Neugründung zu unterscheiden. Maastricht wurde schnell die bevorzugte Residenz der Ordensritter, und es ist möglich, dass sich Alden Biesen zu einer reinen Sommerresidenz des Komturs entwickelte. Die alten Gebäude wurden zumindest kaum noch genutzt und verkamen deshalb allmählich.

### Neubau
Unter Landkomtur Winand von Breill wurde ab 1543 neben der Kapelle auf den Grundmauern der alten, verfallenen Gebäude mit dem Bau eines Wasserschlosses in Form eines klassischen Kastells im Stil der Maasland-Renaissance begonnen. Dazu wurde als erstes der heutige Ostflügel errichtet, dem der Bau des Nord- und Südflügels folgten, ehe der Westflügel mit einem großen Saal zu Repräsentationszwecken den viereckigen Grundriss schloss. Dessen 1566 ausgeführter Volutengiebel war nachweislich der erste seiner Art im Maasland. Im gleichen Jahr wurde auch der Treppen- und Glockenturm in der Nordostecke des Innenhofes fertiggestellt und markierte unter Johann von Goer den Abschluss der Bauarbeiten am Hauptschloss. Es war trotz des trutzigen Eindrucks, den die Kastellform vermittelte, sehr feudal ausgestattet. Das an spätmittelalterlichen Formen orientierte Aussehen sollte die landesherrlichen Rechte des Ordens in diesem Gebiet unterstreichen.
Ab 1571 folgte östlich des Schlosses der Bau einer Vorburg, dem sich 1616 unter Landkomtur Edmond Huyn von Amstenrade die Errichtung des sogenannten Hospitals anschloss, einer Schule für die Jugend der Umgebung. Amstenrade war es auch, der konkrete Pläne zum Neubau einer Kapelle in die Wege leitete, denn bereits 1561 hatte Johann von Goer vom Lütticher Fürstbischof Robert II. von Berghes die Erlaubnis erhalten, die alte Kapelle abzureißen und an gleicher Stelle einen Neubau zu errichten. Es fiel jedoch Amstenrades Nachfolger Gottfried Huyn von Geleen zu, den neuen Sakralbau in der Zeit von 1634 bis 1638 tatsächlich zu verwirklichen. Ein sich anschließender Bogengang aus dem Jahr 1635 sowie diverse Wirtschaftsgebäude aus der ersten Hälfte des 17. Jahrhunderts bildeten ab etwa 1650 die Bebauung des sogenannten Außenhofs.

### Umbau zur Barockresidenz

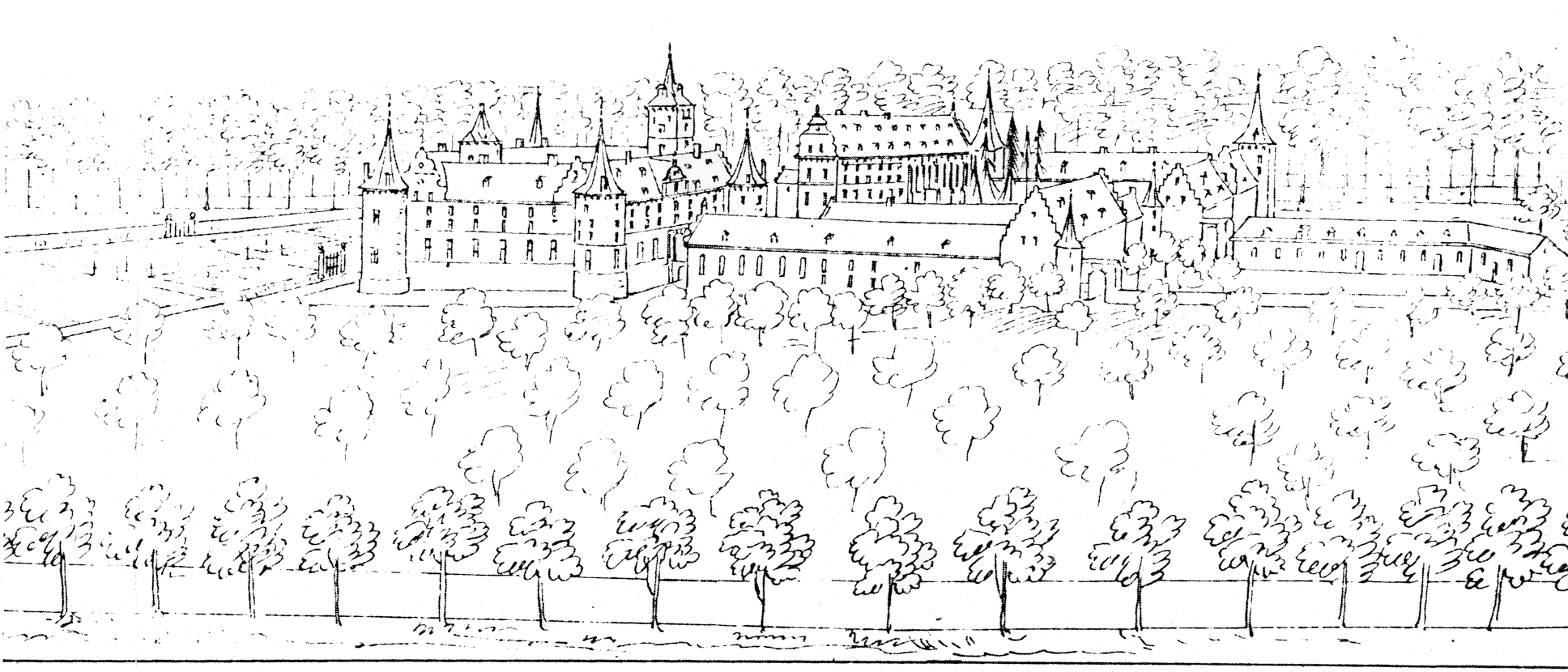
Die Schlossanlage um 1749 auf einer Zeichnung von Remacle Leloup

Auf Landkomtur Hendrik van Wassenaar geht die erste Umgestaltung der alten, wehrhaften Anlage zu einem Barockschloss zurück. Zwischen 1690 und 1700 ließ er nicht nur einen barocken Ziergarten anlegen, sondern auch eine Orangerie westlich der Kapelle erbauen. Hinzu kam um das Jahr 1706 die Umgestaltung der Innenräume im nordöstlichen Bereich des Hauptschlosses, um den gestiegenen Bedürfnissen nach Wohnkomfort Rechnung zu tragen. Vom Ergebnis der Umgestaltung unter den Baumeistern du Chastillon und Lambert Engelen zeugt heute noch das sogenannte Kabinett des Landkomturs im östlichen Schlossflügel. Außerdem erhielten die Außenfassaden des Nord- und Südflügels größere Fenster.
Wassenaars Nachfolger Damian Hugo von Schönborn führte die Umbauarbeiten seines Vorgängers weiter fort, indem er den Westflügel in den Jahren 1715 und 1716 zu Wohnzwecken umgestalten ließ. In seine Amtszeit fällt zudem die Umwidmung des Hospitals zu einer Herberge für Handwerker, Händler und Besucher sowie die umfassende Renovierung der Vorburggebäude.
Letzte Umbaumaßnahmen im Stil des Barocks gab Landkomtur Ferdinand Damian von Sickingen in Auftrag, als er im Erdgeschoss des nordöstlichen Schlossturms eine Bibliothek einrichten ließ.

### Klassizismus und napoleonische Zeit
Caspar Anton von der Heyden genannt Belderbusch ließ zwischen 1769 und 1775 den Ostflügel der Vorburg abreißen, um anschließend in der östlichen Verlängerung der übrig gebliebenen Nord- und Südgebäude zwei klassizistische Bauten zu errichten, die als Zehntscheune und Reitschule dienten. Gemeinsam mit der Neugestaltung des Tores im Ostflügel des Hauptgebäudes gab er Schloss Alden Biesen damit sein heutiges Aussehen. 
Eine letzte große Veränderung erfuhr die Anlage schließlich 1785/86, als im Auftrag des Landkomturs Franz von Reischach durch den Gartenarchitekten Ghislain-Joseph Henry ein großer englischer Landschaftspark angelegt wurde.
Lange konnte sich der damalige Komtur jedoch nicht mehr an dem üppigen Grün erfreuen. Nach der Besetzung des Gebietes durch die Franzosen in den Koalitionskriegen wurde Alden Biesen 1794 durch den französischen Staat konfisziert und 1797 in Maastricht meistbietend versteigert. Käufer war Guillaume Claes aus Hasselt. Die Gebäude verfielen in der Folgezeit, während die kostbare Inneneinrichtung verkauft wurde.

### 19. Jahrhundert und heutige Nutzung
1841 kam Ulysse Claes in den Besitz des Schlosses und vererbte ihn an seine Tochter Valérie. Als Valérie Claes 1879 starb, übernahm ihr Ehemann François du Vivier 1880 die Anlage. Nach dessen Tod im Jahr 1887 ging die Wasserburg auf dessen Tochter Wilhelmina Lambertina "Malvina" Roelants du Vivier über. Alden Biesen verblieb bis 1971 im Besitz der Familie. In dem Jahr verkaufte Malvinas Sohn, Armand Roelants du Vivier, den Gebäudekomplex an den belgischen Staat. Am 8. März desselben Jahres vernichtete jedoch ein Brand große Teile der Gebäude. Nur wenig konnte von der noch verbliebenen Inneneinrichtung vor dem Feuer gerettet werden; darunter einige Porträts von Landkomturen Alden Biesens. Der belgische Staat kaufte die Ruinen und ließ die gesamte Schlossanlage in den folgenden 20 Jahren im Zustand des 18. Jahrhunderts wieder aufbauen. Vorläufiger Schlusspunkt dieser Restaurierungsarbeiten war 1991 die Wiederherstellung des französischen Gartens nach dem Vorbild von 1700. Geplant ist zudem auch die Restaurierung des Landschaftsgartens nach dem Originalentwurf Henrys.
Heute beherbergt Alden Biesen unter anderem ein Kulturzentrum der Flämischen Gemeinschaft und ein Museum mit einer Dauerausstellung zur Geschichte des Deutschen Ordens und der Landkommende Alden Biesen. Erst 2003 wurden noch einige Räume in dem Wasserschloss nach alten Vorlagen restauriert.

## Beschreibung
Die Schlossanlage ist ein Gebäudeensemble, das sich um drei Höfe gruppiert. Gemeinsam mit dem Schlosspark und sonstigen dazugehörigen Besitzungen nimmt sie eine Fläche von etwa 65 Hektar ein.

### Hauptschloss

#### Das Äußere

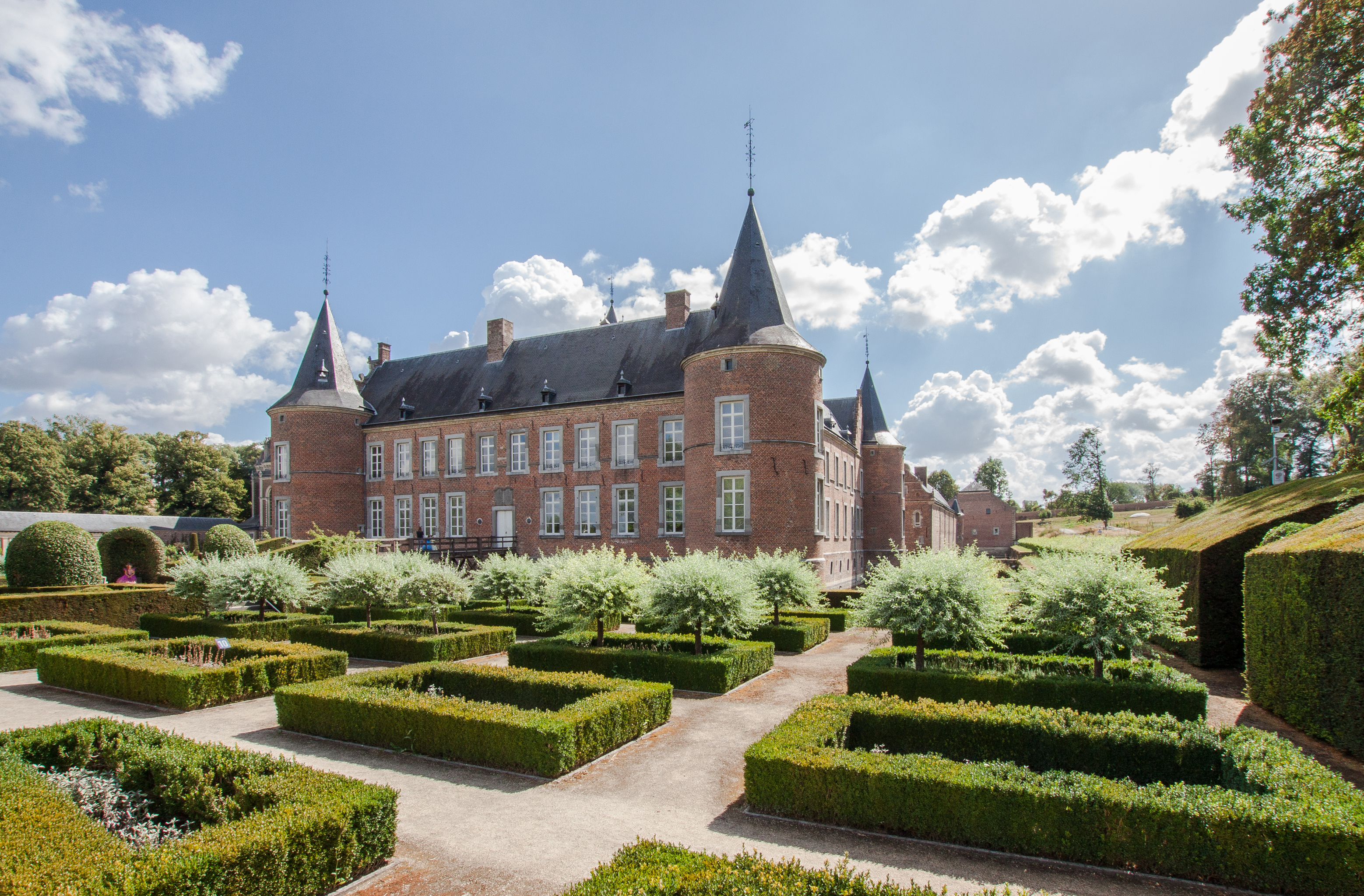
Westflügel des Hauptschlosses

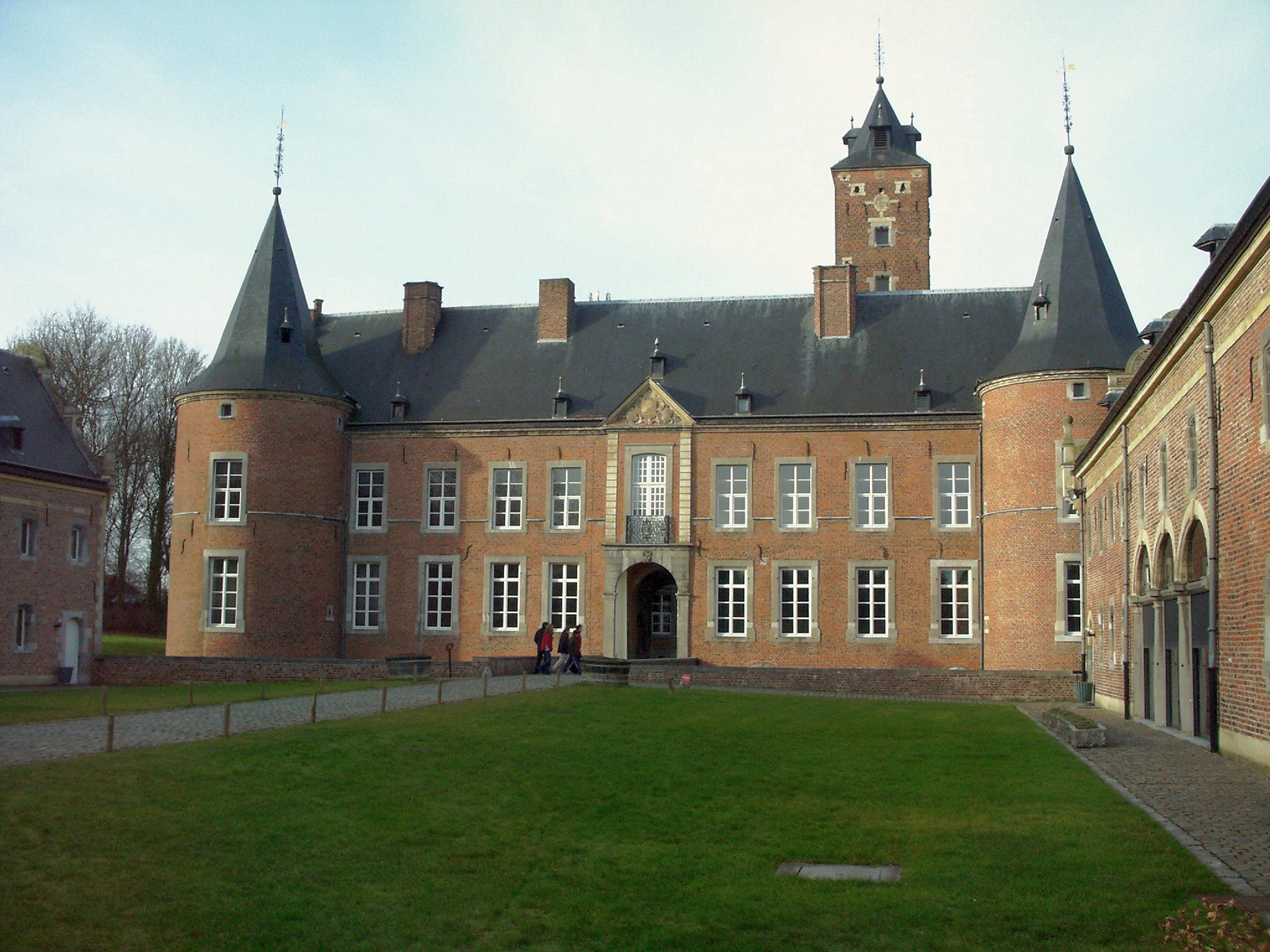
Ostflügel des Hauptschlosses

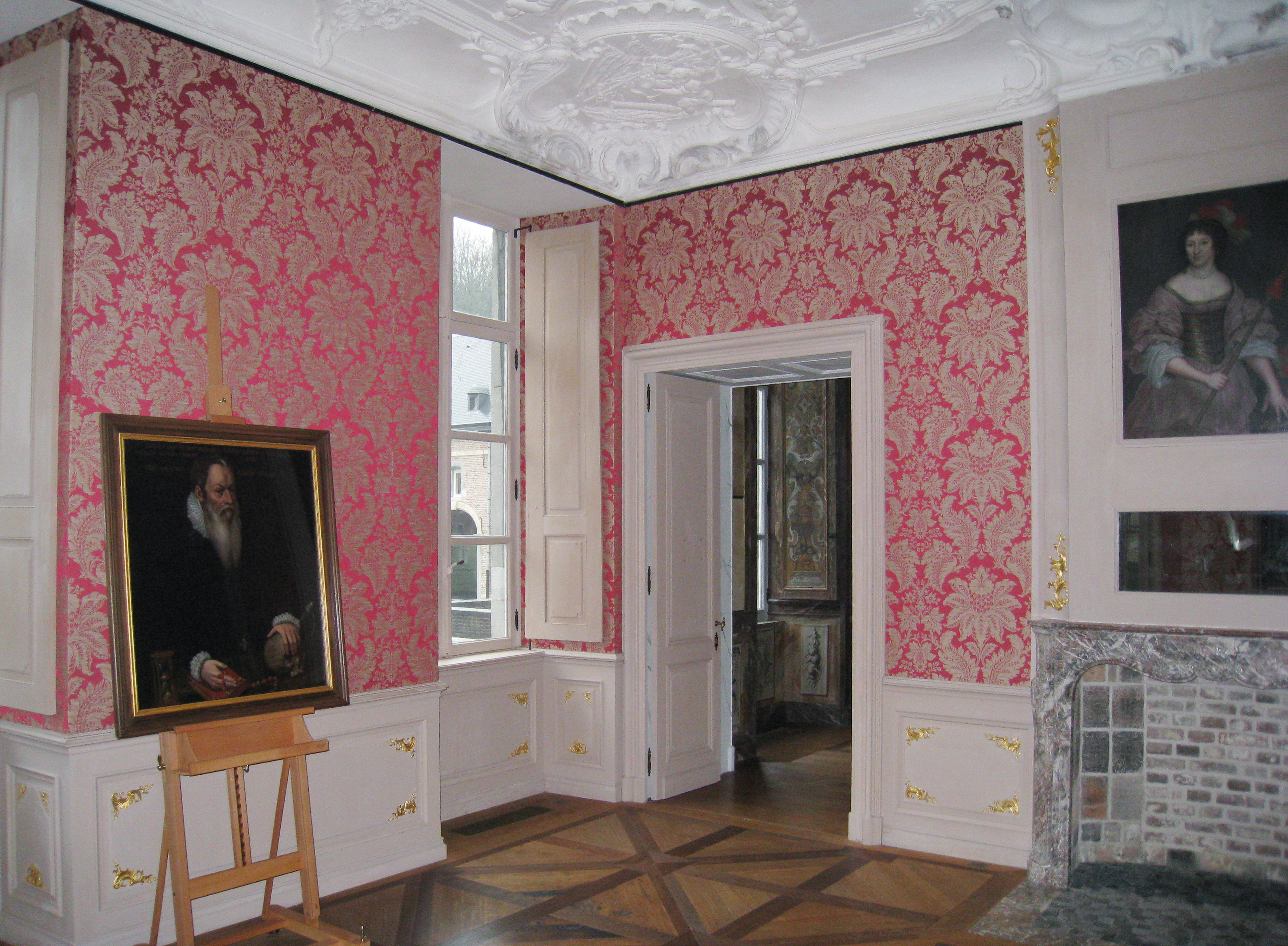
Salon Ferdinand Damians von Sickingen

Das Herzstück Alden Biesens ist eine zweigeschossige Vierflügelanlage mit Gewölbekeller, die von Wassergräben umgeben ist und einen Innenhof umschließt. Der Backsteinbau besitzt runde Ecktürme mit abgeknickten, polygonalen Helmen und einen hofseitigen, vierstöckigen Glockenturm, der zugleich auch als Treppenturm dient und wegen seiner zur Zeit des Landkomturs Johann von Goer angebrachten Uhr auch Uhrenturm genannt wird. Die Maße des Schlossgrundrisses betragen etwa 36,3 mal 41,5 Meter. Der Ostflügel mit Kreuzstockfenstern ist 8,5 Meter breit, während der etwas jüngere Westflügel eine Breite von zehn Metern besitzt. Die beiden übrigen Flügel im Norden und Süden weisen nur eine Breite von sieben Metern auf. Neben Backstein als Material für die Mauern kamen für Säulen, Fenster-, Tür- und Toreinfassungen grauer Namurer Kalkstein und Mergel zum Einsatz. 
Über eine steinerne Bogenbrücke, die heute eine ehemalige Zugbrücke ersetzt, ist die Tordurchfahrt im Ostflügel des Schlosses erreichbar. An der Außenfassade wird sie durch ein Frontispiz bekrönt, auf der dem Innenhof zugewandten Seite zeigt das Dachgeschoss auf Höhe des Tores unterdessen einen kleinen gotischen Treppengiebel.
Das sehr schlicht gestaltete Eingangsportal des Hauptschlosses an der Innenhofseite des Westflügels, zu dem drei einfache Treppenstufen hinaufführen, zeigt über dem Türsturz das Wappen Damian Hugo von Schönborns.

#### Innenräume
Der Ostflügel beherbergt ehemalige Empfangsalons des Landkomturs, die teilweise noch Stuckdecken im Stil des Rokoko besitzen. Ihnen schließt sich im nordöstlichen Eckturm die ehemalige Bibliothek an, deren Gestaltung in das Jahr 1745 datiert. In ihr finden sich zahlreiche Porträtgemälde von Mitgliedern der von-Sickingen-Familie sowie Deckenmalereien Walthère Damerys. Von dort ist der Salon Ferdinand Damians von Sickingen im Ostflügel des Schlosses zu betreten, dessen Stuckdecken von Giuseppe Moretti und Carlo Spinedi im Stil des Lütticher Rokoko gestaltet wurden. Etwa in der Mitte des Flügels befindet sich zudem ein Kabinett, dessen außergewöhnliche Wandverkleidung mehrheitlich aus Hirschpergament besteht.

### Vorburg

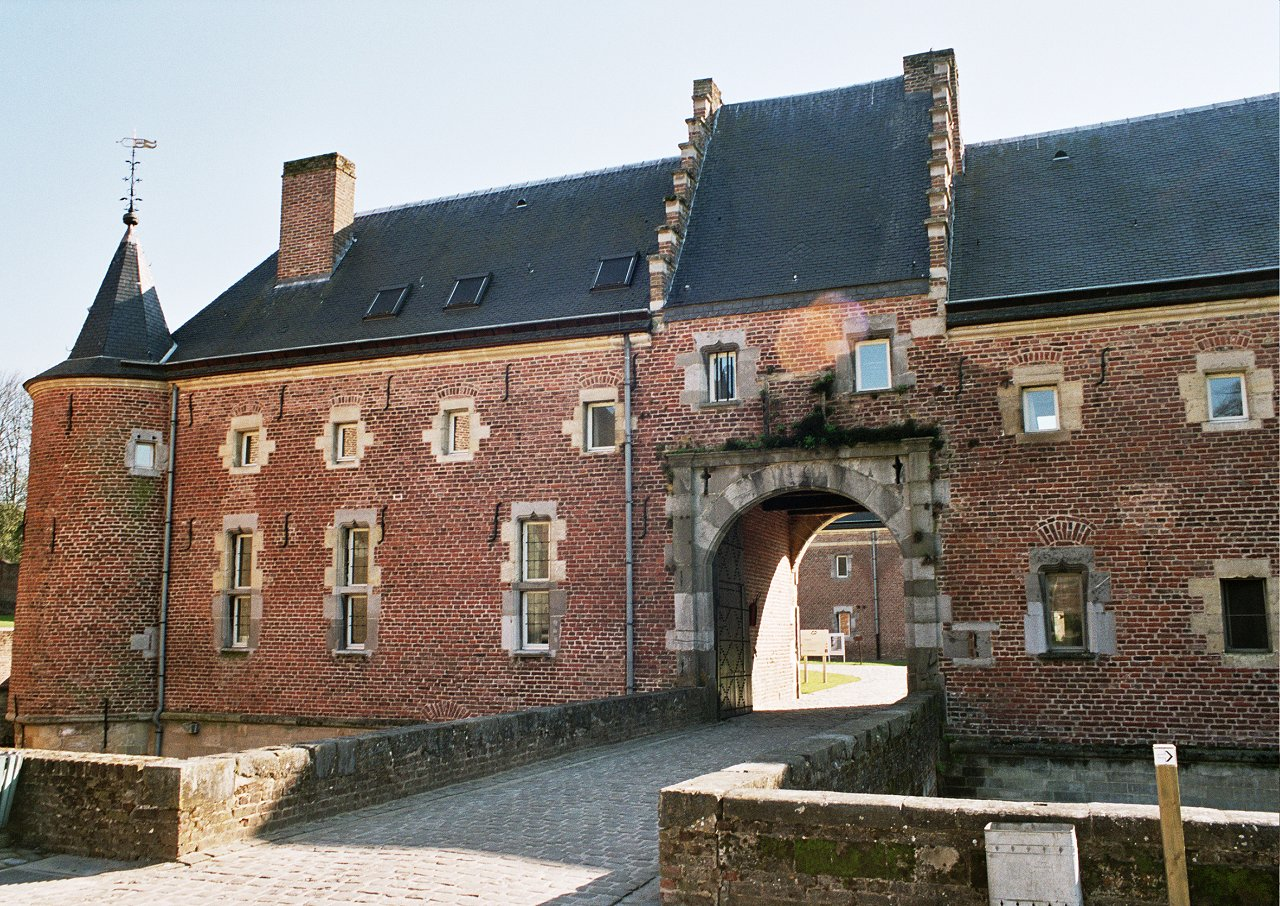
Nördliches Gebäude der Vorburg vom Außenhof gesehen

Östlich des Hauptschlosses liegt das rechteckige Vorburgareal, das an drei Seiten von Gebäuden und an seiner vierten Seite von einer niedrigen Mauer mit aufgesetztem Gitter aus dem Jahr 1745 umgeben ist. Sie begrenzen damit einen Ehrenhof, auf den – vom östlichen Teil des Schlossparks kommend – eine lange, geradlinige Lindenallee zuführt. An der Nordseite des Ehrenhofs steht ein langgestrecktes Wirtschaftsgebäude aus Backstein, dessen Tordurchfahrt eine Verbindung zum Außenhof im Norden der Schlossanlage darstellt und das am westlichen Ende einen Schweifgiebel mit der Jahreszahl 1574 aufweist. Ihm steht ein sehr ähnlich gestaltetes Gebäude an der Südseite des Ehrenhofs gegenüber. Östlich schließen sich diesen beiden Gebäude zwei klassizistische Bauten an.

### Außenhof
Um den Außenhof auf der Nordseite der Anlage gruppieren sich neben einigen Wirtschaftsgebäuden und der ehemaligen Pächterwohnung ein Torbau, eine Kapelle mit einer Innenausstattung im Stil des Barocks sowie ein sich südlich der Kapelle anschließender, ebenerdiger Bogengang mit toskanischen Säulen. Er sollte ursprünglich einmal als Hospiz dienen, doch dieser Plan wurde nie in die Tat umgesetzt. Die Jahreszahl 1635 kündet von seiner Fertigstellung.
Die einschiffige Kapelle besitzt ein angedeutetes Querschiff. Ihre sechs Kreuzgewölbe werden außen von Strebepfeiler im gotischen Stil abgestützt. Im Inneren befindet sich unter anderem das Grabmal des kurländischen Bischofs Edmund von Werth. Die am 12. September 1638 eingeweihte Kapelle dient seit 1900 als Pfarrkirche Rijkhovens.

### Garten und Park

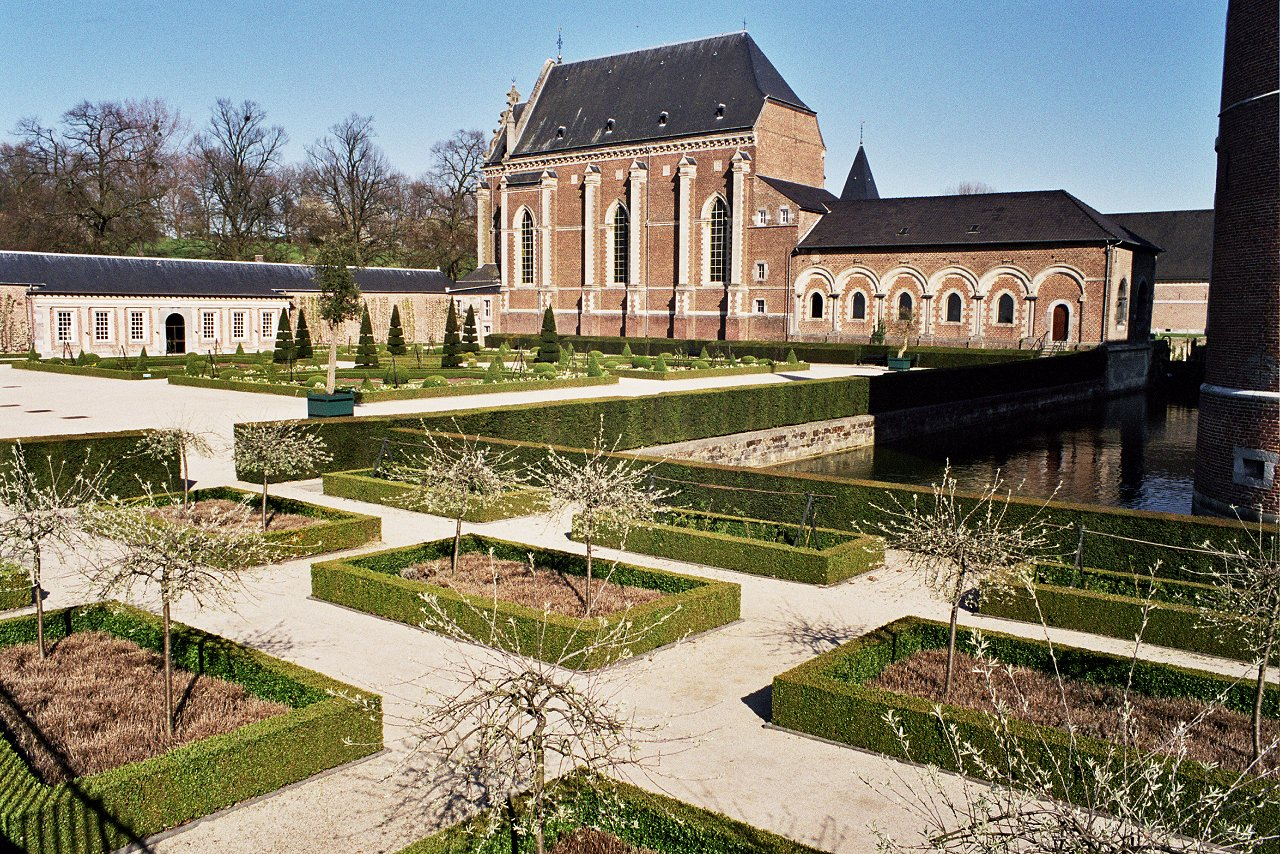
Blick über den Ziergarten zur Kapelle; links davon die Orangerie, rechts der sich anschließende Bogengang

Westlich der Kapelle und des Hauptschlosses befindet sich ein barocker Ziergarten nach französischen Vorbildern, an dessen Nordseite eine Orangerie steht. Im Garten wird heute zum Beispiel die Alden-Biesen-Rose kultiviert. Die Schlossanlage ist im Süden und Westen von einem englischen Landschaftspark umgeben. In ihm findet sich ein historisierender, kleiner Tempel der Minerva.